# Храм Святой Троицы (Бугуруслан)
Храм Святой Троицы города Бугурусана — Первая Троицкая церковь была построена в Бугуруслане в 1898 году, закрыта в 30-х годах XX века, а затем разрушена.

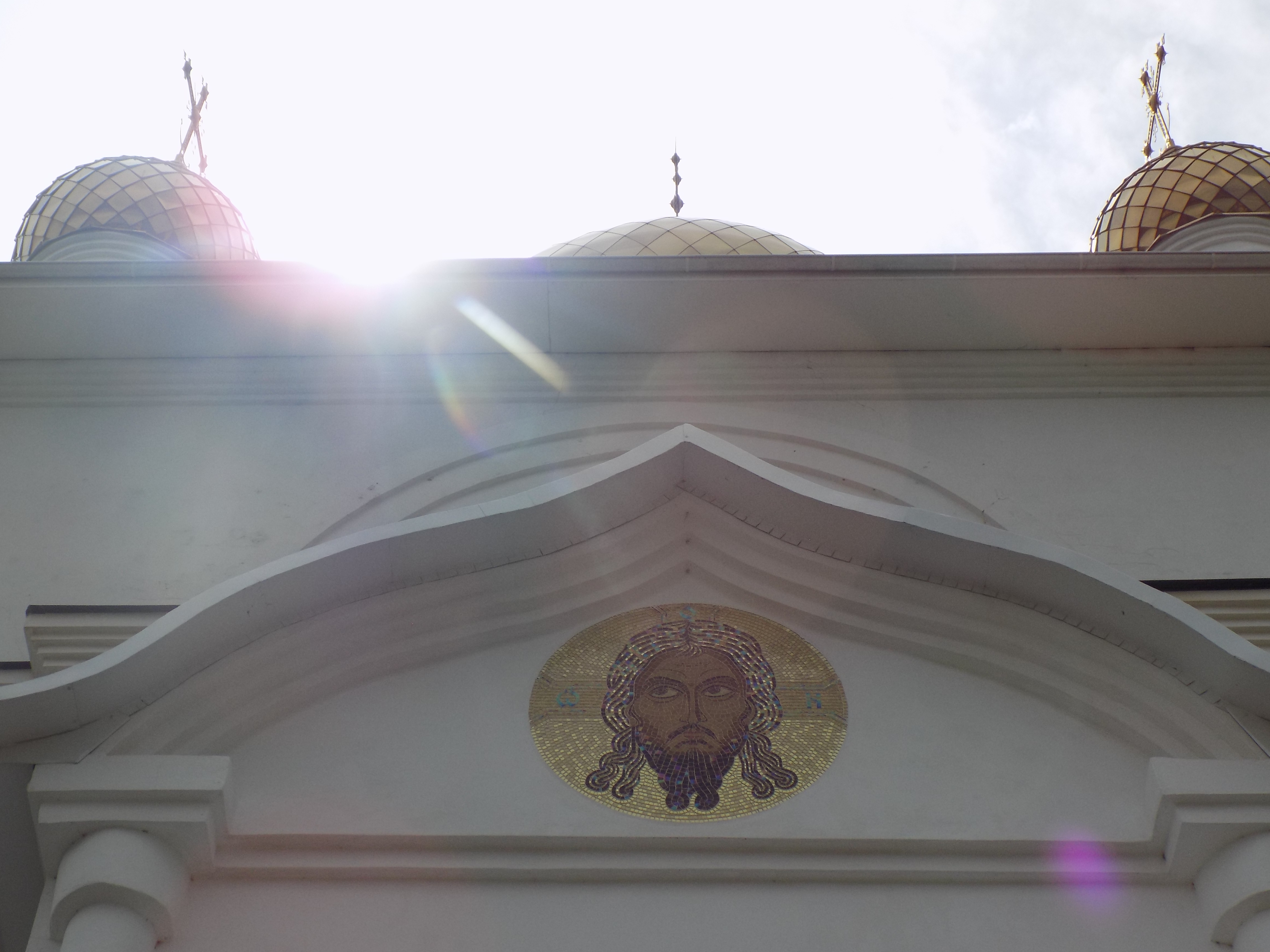

В 1992 году в Бугуруслане был вновь зарегистрирован приход в честь Святой Троицы. Настоятелем был назначен священник Вячеслав Горобец. Помощницей по храму была Базилевич Е. В. Была построена деревянная церковь.
В 2003 году была проведена смена настоятеля и церковь сгорела. В том же 2003 году на месте сгоревшей церкви было начато строительство каменной церкви в честь Святой Троицы. Строительством занимался настоятель прихода протоиерей Владимир Усынин.
В ноябре 2013 году был назначен новый настоятель архимандрит Симеон (Холодков), при котором продолжалось благоустройство храма.
В ноябре 2015 года по благословению преосвященнейшего Алексея, епископа Бузулукского и Сорочинского настоятелем служит иерей Максим Заико.
С января 2017 года по благословению преосвященнейшего владыки Алексия, епископа Бузулукского и Сорочинского, местной религиозной организацией Православный Приход храма Святой Троицы г. Бугуруслана был открыт гуманитарный склад помощи многодетным, неполным семьям и малообеспеченным, нуждающимся в помощи .
На 1 августа 2017 года получают вещевую и продуктовую помощь с гуманитарного склада 102 семьи, в них растет 500 детей, 25 малообеспеченных пенсионеров и инвалидов.
Центр ПРИНИМАЕТ вещи и обувь — не те, которые вам жалко выбрасывать, а те, которые людям захочется надеть, а также нескоропортящееся продукты питания со сроком годности не менее 1 месяца>